# Óscar Zambrano
Óscar Steven Zambrano Preciado (ur. 20 kwietnia 2004 w Santo Domingo) – ekwadorski piłkarz występujący na pozycji defensywnego lub środkowego pomocnika, od 2024 roku zawodnik angielskiego Hull City.